# Coquillettomyia
Coquillettomyia is een muggengeslacht uit de familie van de galmuggen (Cecidomyiidae).

## Soorten
- C. caricis (Mohn, 1955)
- C. dentata Felt, 1908
- C. extensa Mamaev, 1973
- C. lobata (Felt, 1907)
- C. mirifica (Marikovskij, 1953)
- C. nigricornis Mamaev, 1973
- C. regionalis Mamaev, 1998
- C. texana Felt, 1908
- C. umida (Mohn, 1955)
- C. uvae (Mohn, 1955)